# John Phillips (homme politique)
Pour les articles homonymes, voir John Phillips et Phillips.
John Phillips (26 novembre 1770, 29 mai 1823) est un homme politique américain qui a été le premier maire de la ville de Boston entre 1822 et 1823. Il est le père de l'abolitionniste Wendell Phillips (1811-1884).

## Biographie
Il est diplômé de Harvard College en 1788. C'était un juriste.